# مسابقات جهانی ژیمناستیک هنری ۱۹۵۰
مسابقات جهانی ژیمناستیک هنری ۱۹۵۰ دوازدهمین دوره مسابقات جهانی ژیمناستیک هنری است که در بازل، سوئیس از ۱۴ تا ۱۶ ژوئیه ۱۹۵۰ میلادی برگزار شده است.

## جدول مدال‌ها
| رتبه | کشور    | طلا | نقره | برنز | مجموع |
| ۱    | سوئیس   | ۸   | ۲    | ۵    | ۱۵    |
| ۲    | لهستان  | ۴   | ۰    | ۲    | ۶     |
| ۳    | سوئد    | ۲   | ۱    | ۰    | ۳     |
| ۴    | فنلاند  | ۱   | ۵    | ۱    | ۷     |
| ۵    | اتریش   | ۱   | ۱    | ۱    | ۳     |
| ۶    | فرانسه  | ۰   | ۱    | ۴    | ۵     |
| ۷    | ایتالیا | ۰   | ۱    | ۲    | ۴     |